# Tammessaare
Tammessaare est un village de la commune d'Avinurme du comté de Viru-Est en Estonie. Sa population est de 6 habitants